# Helmholtz-Gymnasium Dortmund
Das Helmholtz-Gymnasium (kurz HGDO) ist ein städtisches Gymnasium in der Dortmunder Nordstadt. Es wurde im Jahre 1904 als Realschule in Entwicklung gegründet und befindet sich seitdem in der Münsterstraße.

## Geschichte
Am 21. April 1904 nahm das heutige Helmholtz-Gymnasium als Realschule in Entwicklung, provisorisch an der Münsterstraße 158, den Betrieb auf. Ein Jahr später, am 21. Februar 1905, genehmigte das Magistrat den Bau einer Realschule nebst Direktorwohnung an der Münsterstraße. Im Frühjahr 1907 wurde ein neues Gebäude am heutigen Standort des Hauptgebäudes (Münsterstraße 122) als Realschule im Norden gebaut und das neue Schuljahr begann am 16. April, als die Schule auch eingeweiht wurde. Der Schule wurden Schüler, die „nördlich der Köln-Mindener Eisenbahn“ (also  in der heutigen Nordstadt) wohnten zugewiesen, aber auch Auswärtige. 1908 wurde aus der Realschule in Entwicklung eine Realschule, im Jahr 1910 begann der Ausbau zu einem Realgymnasium. Im Jahr 1917 wurde die Schule Hindenburg-Realgymnasium genannt.
Die Schule wuchs weiter; ca. 1927/28 wurde das Hauptgebäude um einen zweistöckigen Anbau erweitert.
Nach der Machtergreifung der Nationalsozialisten im Jahr 1933 wurde die Hakenkreuzfahne gehisst und die Schule in Hindenburg-Oberschule umbenannt.
Aufgrund ständiger Luftangriffe im Zweiten Weltkrieg wurde die Schule am 4. Juni 1943 im Rahmen der Kinderlandverschickung zunächst nach Piešťany in der Slowakei verlegt. Im Januar 1944 ging es für zehn Monate nach Rastatt im heutigen Baden-Württemberg, anschließend über Freudenstadt nach Burgau bei Ulm. Am 24. April 1945 nahmen amerikanische Soldaten den Ort ein.
Das Schulgebäude wurde zerstört, doch der Hauptteil stand. Im August 1945 fasste die Stadt Dortmund die Hindenburg-Oberschule und die Ludendorff-Oberschule zum Helmholtz-Gymnasium zusammen.
Am 21. April 1954 feierte die Schule den 50. Geburtstag.
In den Jahren 1968/69 erhielt der Anbau in der Haydnstraße ein weiteres Stockwerk. 1973 wurde die Schule zu einem Gemeinschaftsgymnasium, d. h. die Schule nahm die ersten Mädchen in die Eingangsklassen auf. Es gab seither auch eine Kooperation mit dem Helene-Lange-Gymnasium.
1979 wurde die Fassade renoviert. Da die Schule weiter gewachsen war, mussten neue Räume aufgebaut werden. Ein Jahr später stellte man sogenannte „Mobilklassen“, bestehend aus acht Räumen, auf.
1988 wurde ein Informatikfachraum eröffnet. Zehn Jahre später, im Jahr 1998, kam ein weiterer Computerraum hinzu und im neuen Gebäude entstand 2007 ein dritter. Einen Zugang zum Internet gibt es seitdem im Selbstlernzentrum. In den Jahren 1995/96 erhielt der Anbau an der Haydnstraße einen weiteren Anbau mit Fachräumen für Biologie- und Physikunterricht.
1998 wurde das Helmholtz-Gymnasium eine der fünf Projektschulen in Dortmund, die im Rahmen des Projekts Schulen ans Netz als Medienstützpunkt ausgewiesen wurden. Alle Schülerinnen und Schüler werden seitdem an die Arbeit mit Computern herangeführt, dazu zählt in der fünften Klasse ein altersgerechter Kurs zur Beherrschung der Tastatur im Zehn-Finger-Verfahren, aber auch eine Internet-Recherche und Umgang mit Microsoft PowerPoint und Excel.
2001 wurde eine Schulpartnerschaft mit der Horea-Schule in Cluj-Napoca in Rumänien aufgebaut. Im Sommer und Herbst 2002 fanden die ersten gegenseitigen Besuche statt. Im selben Jahr gab es den Start des 13 plus-Betreuungsprogamms für Schülerinnen und Schüler der 5. und 6. Klassen mit unterschiedlichen Freizeitaktivitäten wie Tanz, Theaterspiel, Jonglage, Artistik, Musik, Computer-Anwendungen und Gruppenspielen. 2003/04 startete der bilinguale Bildungsgang im deutsch-englischen Zweisprachenzweig.
Am 21. April 2004 feierte die Schule das 100-Jahre-Jubiläum.
Am 30. Juni 2005 beschloss der Rat der Stadt Dortmund den Umbau und die Erweiterung der ehemaligen Bücherei Nord zur Nutzung durch das Helmholtz-Gymnasium.
Am 21. September 2007 übergab der damalige Oberbürgermeister Gerhard Langemeyer das neue Gebäude dem Helmholtz-Gymnasium zur Nutzung.
August 2007 stellte man die Wandmalerei an der nördlichen Fassade fertig. Der Entwurf ging aus einem Schüler-Malwettbewerb hervor.
Seit 2019 ist die Schule eine 'Talentschule NRW'.

## Fächer
Neben Standardfächern wie Sprachen (Deutsch, Englisch, Französisch/Latein), naturwissenschaftlichem (Mathematik, Erdkunde, Biologie, Chemie, Physik, Informatik), kreativem (Kunst, Musik, Sport), gesellschaftlichem Unterricht (Sozialwissenschaften, [praktische] Philosophie, Geschichte, Politik) sowie christlichem Religionsunterricht hat das Helmholtz-Gymnasium Fächer wie Ernährungslehre, Pädagogik, russischen Sprachunterricht sowie alevitischen und islamischen Religionsunterricht im Angebot.

## Lage
Die Schule liegt neben der Haltestelle Münsterstraße der Linie U41 der Stadtbahn Dortmund und ist über die Münsterstraße gut mit dem Auto erreichbar.

## Persönlichkeiten des Helmholtz-Gymnasiums Dortmund

### Direktoren
- Oberlehrer Otto Wapenhensch (1904–1907)
- Prof. Dr. Otto Schneider (1907–1914)
- Wilhelm Paetz (1914–1928)
- Edmund Klein (1929–1945)
- Dr. Ernst Mattenklodt (1945–1948)
- Dr. Heinrich Leypoldt (1948–1952)
- Dr. Walther Kauermann (1953–1972)
- Dr. Ewald Clauser (1972–1990)
- Dr. Bruno Köneke (1990–2014)
- Dr. Dirk Bennhardt (2014–2021)
- Joachim Schmidt (2021–)

### Bekannte Lehrerinnen und Lehrer
- Lorenz Jaeger (1933–1939), später Erzbischof von Paderborn und Kardinal

### Bekannte Schülerinnen und Schüler
- Edmund Forschbach (1903–1988), Politiker und Verwaltungsjurist, Leiter des Presse- und Informationsamtes der Bundesregierung
- Werner Löwenhardt (1919–2006), Emigrant, niederländischer Grafiker
- Gerhard Nitschke (1933–2005), Architekt
- Wilfried Kürschner (* 1945), Sprachwissenschaftler
- Adolf Winkelmann (* 1946), Regisseur
- Reinhart Meyer-Kalkus (* 1949), Germanist
- Klaus Müller-Dethlefs (* 1950), Physiko-Chemiker
- Wolf Kalipp (* 1951), Musikwissenschaftler
- Stefan Krätke (* 1952), Wirtschafts- und Sozialgeograph
- Michael Kauch (* 1967), Politiker und MdB
- Lars Ricken (* 1976), Fußballspieler
- David Ortega (* 1985), Schauspieler
- Sina Dorothea Hankofer (* 1985), Journalistin und Autorin
- Tabea Schendekehl (* 1998), Ruderin